# Schtscherbani (Wosnessensk)
Schtscherbani (ukrainisch Щербані; russisch Щербани Schtscherbani) ist ein Dorf im Zentrum der ukrainischen Oblast Mykolajiw mit etwa 1513 Einwohnern.

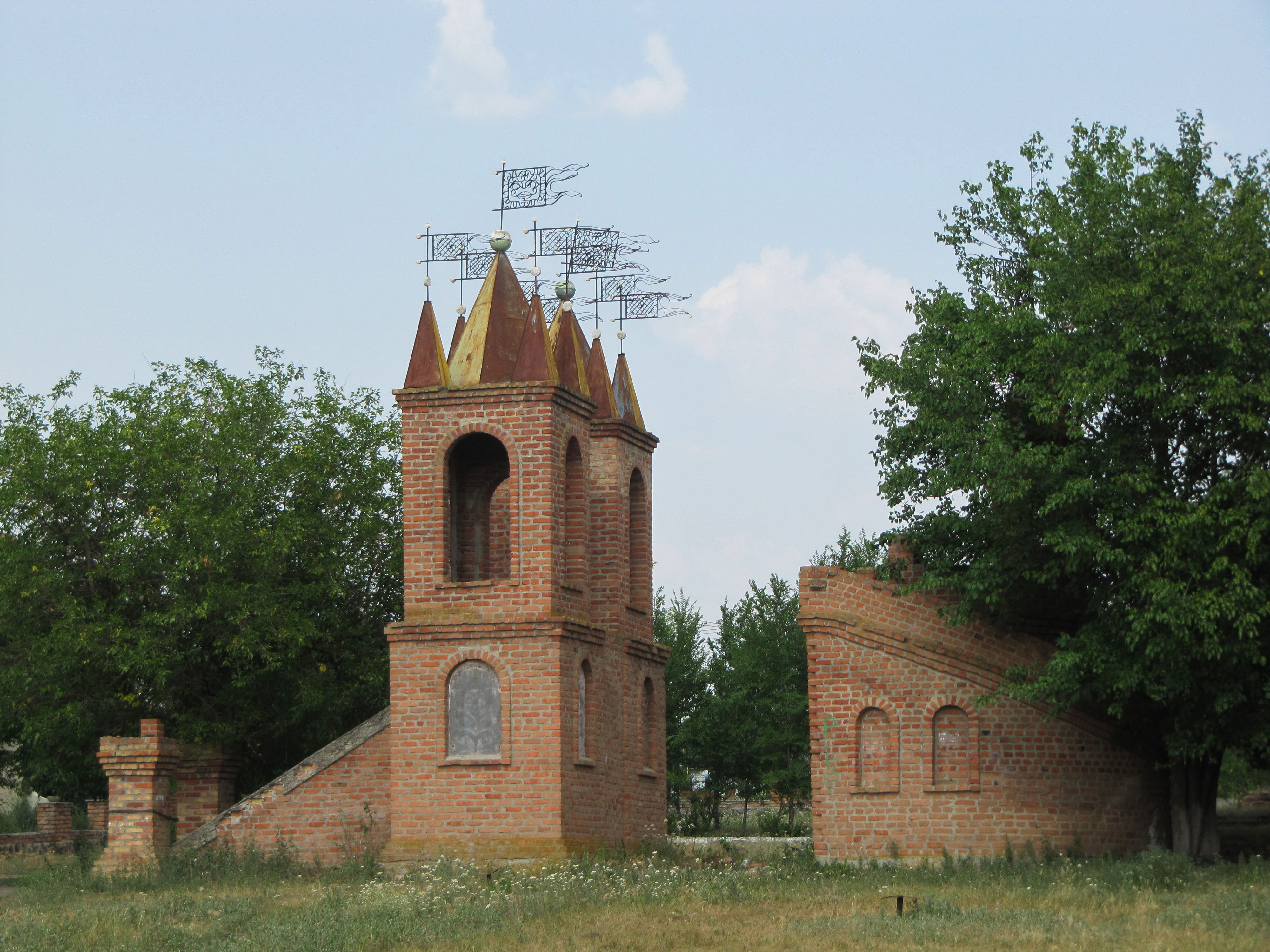
Kirche im Ort

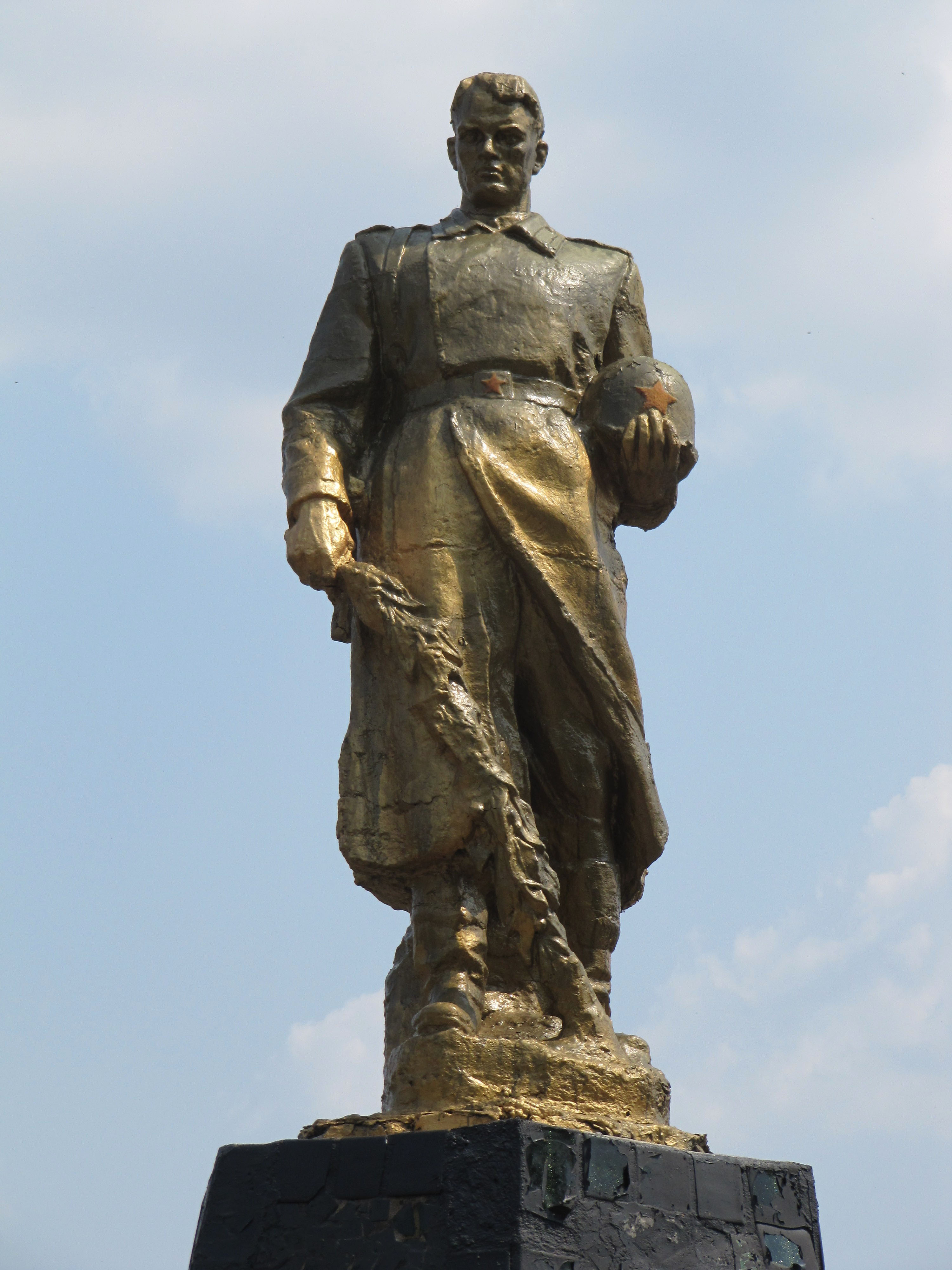
Kriegerdenkmal im Dorf

Das 1734 gegründete Dorf liegt am rechten Ufer des Hnylyj Jelanez (Гнилий Єланець), einem 103 km langen, linken Nebenfluss des Südlichen Bugs und liegt 39 km östlich vom Rajonzentrum Wosnessensk und 77 km nördlich vom Oblastzentrum Mykolajiw.
Am 12. Juni 2020 wurde das Dorf ein Teil der Landgemeinde Doroschiwka, bis dahin bildete es zusammen mit den Dörfern Nowoukrajinka (Новоукраїнка) Trojizke (Троїцьке) und Schewtschenko (Шевченко) die gleichnamige Landratsgemeinde Schtscherbani (Щербанівська сільська рада/Schtscherbaniwska silska rada) im Südosten des Rajons Wosnessensk.